# Karl von Willisen (général, 1819)
Pour les articles homonymes, voir Von Willisen.
Karl Georg Gustav von Willisen, à partir de 1866 baron von Willisen (né le 19 octobre 1819 à Breslau et mort le 24 juillet 1886 à Berlin) est un général de cavalerie prussien et gouverneur de Berlin.

## Biographie

### Origine
Karl est issu de la famille noble de Vettéravie von Willisen. Il est le fils du lieutenant général prussien Karl von Willisen (de) (1788-1873), qui - comme ses jeunes frères Wilhelm et Friedrich Adolf von Willisen - reçoit le 29 avril 1866 à Berlin la permission prussienne d'utiliser le titre de baron pour lui-même et ses descendants. Sa mère est Albertine veuve comtesse Dyhrn, née von Köller de la branche de Cantreck (1787–1825), mariée en premier mariage au comte Wilhelm Karl von Dyhrn-Schönau (de).

### Carrière militaire
Il reçoit sa première formation militaire dans le corps des cadets de Berlin. Le 5 août 1837, il entre dans le 7e régiment de cuirassiers, où il est promu le 6 mars 1838 sous-lieutenant. De 1844 à 1846, il est affecté à l'École générale de guerre pour se perfectionner. Pendant la révolution allemande de mars 1848, il participe à des combats de rue à Berlin. En 1849, il devient adjudant de la 14e brigade de cavalerie, et en 1852 premier lieutenant avec transfert au département topographique du Grand État-Major général. À partir de 1855, il est capitaine, un an plus tard, il est nommé à l'état-major général du 8e corps d'armée puis transféré à nouveau en 1857 au grand état-major.
En 1858, il devient Rittmeister et chef d'escadron, et en 1859 officier d'état-major général dans la 3e division de cavalerie, ainsi que major à l'état-major général la même année. En 1860, il est transféré à l'état-major général de la division de cavalerie de la Garde. Pendant la guerre contre le Danemark, Willisen fait partie de la 13e division d'infanterie, participe à la conquête de l'île d'Als le 29 juin 1864 et reçoit l'Ordre de l'Aigle rouge de 4e classe avec épées.
Lieutenant-colonel, il est nommé le 4 janvier 1866 initialement à la direction du 3e régiment de dragons et nommé le 3 avril en tant que commandant de régiment. Il dirige cette unité la même année lors de la guerre contre l'Autriche dans les batailles de Münchengrätz et Sadowa ainsi que la bataille de Blumenau. Après la conclusion de la paix, Willisen est fait commandeur de l'Ordre de la Maison Royale de Hohenzollern avec épées et est promu colonel le 31 décembre 1866.
Dans la guerre contre la France, il dirige son régiment avec la 8e division d'infanterie à la bataille de Saint-Privat et au siège de Metz. Le 23 novembre 1870, Willisen reçoit l'ordre de diriger la brigade de cavalerie badoise et participe à la bataille de Nuits-Saint-Georges. Décoré des deux classes de la croix de fer et de la croix de chevalier de l'Ordre du mérite militaire de Charles-Frédéric, Willisen est transféré aux officiers de l'armée début avril 1871, tout en restant à son commandement en Bade. À la suite de la convention militaire avec la Prusse, la 28e brigade de cavalerie est formée à Karlsruhe à partir de la brigade de cavalerie badoise et Willisen est nommé commandant de l'unité en juin 1871. À ce poste, il est promu général de division à la mi-août 1871 et au printemps de l'année suivante, il est membre d'une commission qui, sur la base des expériences de la dernière guerre, élabore des propositions pour modifier le règlement de la cavalerie. Chargé dans un premier temps, le 7 décembre 1875, du commandement de la 28e division d'infanterie commandée, Willisen est nommé commandant de cette division le 21 novembre 1876, avec promotion au grade de lieutenant général. En reconnaissance de ses nombreuses années de service, l'empereur Guillaume Ier lui décerne l'Ordre de l'Aigle rouge de 1re classe, avec des feuilles de chêne et épées sur l'anneau en janvier 1882 à l'occasion du festival de l'Ordre. Le 23 novembre 1882, il est nommé gouverneur de Berlin et dans cette position, Willisen est promu général de cavalerie le 20 septembre 1884.
Il décède à Berlin et est inhumé au cimetière des Invalides le 28 juillet 1886.

### Famille
Willisen se marie le 18 octobre 1866 avec sa cousine Julie von Köller (1843–1934), une fille de l'administrateur de l'arrondissement de Randow (de) Matthias von Köller. Le mariage produit une fille et deux fils:
- Catherine (née en 1869) mariée en 1896 avec Albrecht von Koeller (né en 1864)
- Friedrich-Wilhelm (de) (1876-1933) marié en 1905 avec Irmgard Riess von Scheurnschloß
- Charles Ferdinand (né en 1878)